# Arvid Sigismund Horn af Åminne
Arvid Sigismund Horn af Åminne, född 7 oktober 1795, död 1862 i Uppsala, var en svensk greve och kammarråd. 

## Biografi
Han var son till Gustaf Adolf Horn af Åminne och Anna Catharina Odencrantz. Horn blev 1814 underlöjtnant vid amiralitetet och löjtnant i flottan 1821. Där avancerade Horn till kapten och hamnade 1823 i flottans generalstab och året där på blev han kammarherre och chef för Östergötlands rotebåtsmanskompani. År 1850-talet ägde han Hässelby gård

## Familj
Han gift den 24 juni 1835 med adelsdamen Anna Sophia Fredrica Arnell. Bland deras barn märks Anna Fredrica Regina, född 14 april 1836, Catharina Ebba Cecilia, född 30 september 1839, och Arvid Gustaf Sigismund.